# Angelo Scribanti
Angelo Scribanti (Cicagna, 31 marzo 1868 – Sestri Levante, 27 giugno 1926) è stato un ingegnere italiano.

## Biografia
Nasce a Cicagna, un paese nella Val Fontanabuona, nell'entroterra genovese,  il 31 marzo 1868.  Suo padre, Paolo Scribanti, è piemontese, di Gattinara in  provincia di Vercelli, mentre la madre Angela è una Bo di Sestri Levante, nipote di Angelo Bo (1801-1874).

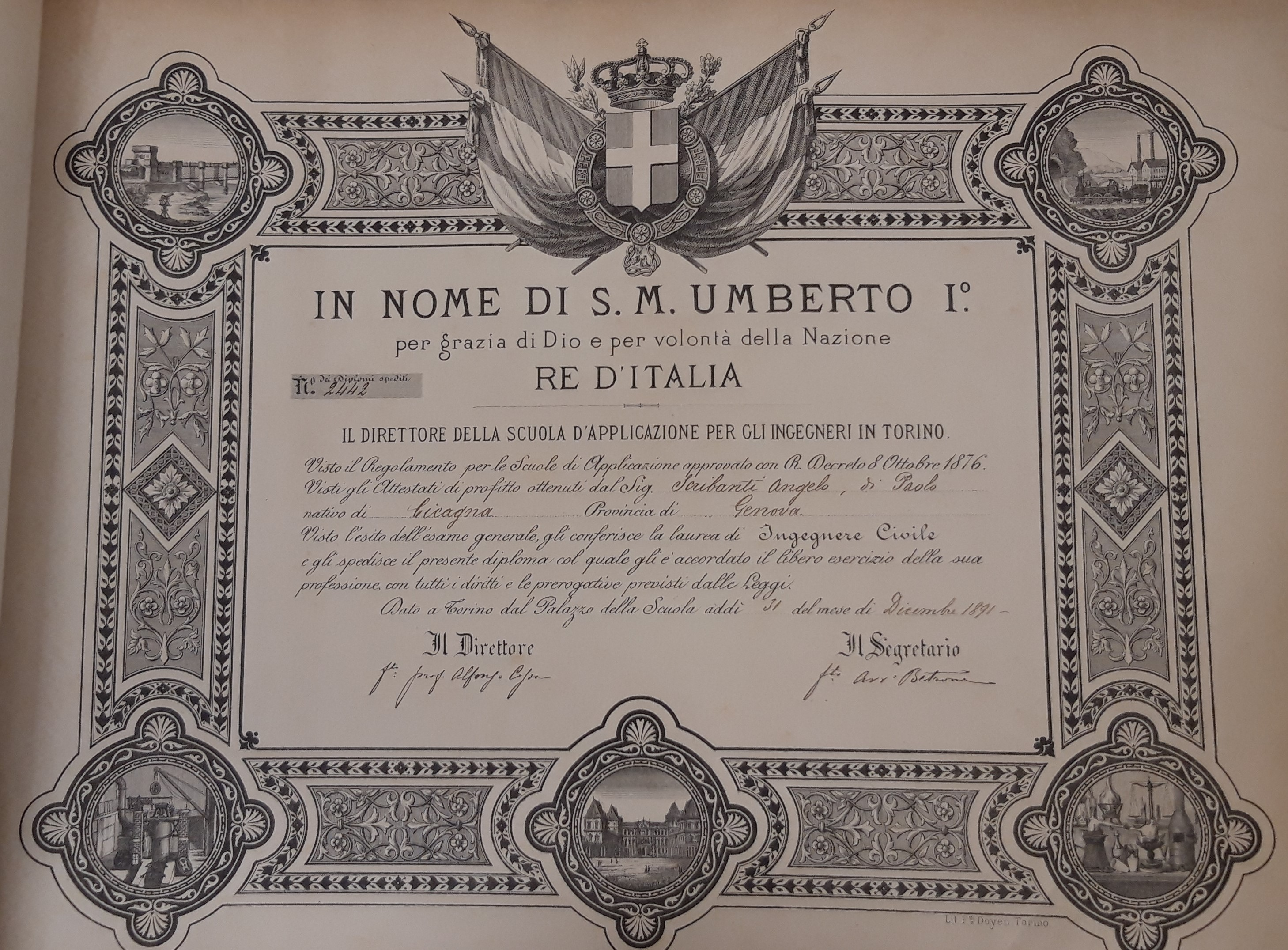
Diploma di laurea (per gentile concessione del Politecnico di Torino)

Frequenta il liceo classico a Chiavari e poi a Vercelli. Si iscrive a Scienze fisiche, matematiche e naturali presso l'Università di Torino e successivamente alla scuola di ingegneria della stessa città dove si laurea ingegnere civile nel 1891.
Entra subito, per concorso, nel Genio navale e il Ministero della Marina lo manda, con il grado di tenente, alla Regia Scuola Superiore Navale  di Genova (fondata nel 1871), dove consegue la laurea di ingegnere navale e meccanico nel 1893.
Prende parte, come maggiore del Genio Navale, ai lavori di costruzione o di trasformazione di numerose navi da guerra; inoltre presta servizio presso la vasca delle esperienze delle carene nel Regio  Arsenale di La Spezia.  Negli stessi anni è anche imbarcato e l'Ammiraglio Camillo Candiani, già Direttore del suddetto Arsenale, lo sceglie come suo segretario nel 1898 quando, al comando della divisione navale oceanica,  compie una missione in Colombia per risolvere una controversia diplomatica.
Nonostante questa intensa attività, riesce a scrivere molto realizzando, tra il 1896 e il 1900, una vasta produzione di saggi e di pubblicazioni: la prima, sulla interpretazione delle curve del varo delle navi, determina la legge delle velocità e delle accelerazioni durante il varo e ne deduce il valore del coefficiente d'attrito; a questa seguono lavori sugli allagamenti delle navi, sulla suddivisione con paratie stagne, sulla Vasca Froude, sulla interpretazione dei risultati sperimentali ottenuti alla Vasca, sul calcolo delle carene inclinate e altro ancora. Pubblica non soltanto in Italia, ma anche a Londra e a Parigi.  Nel 1903 vince, grazie al valore delle sue pubblicazioni, la cattedra di professore ordinario di architettura navale: il prof. Ettore Mengoli, membro della commissione giudicatrice, scrive nella sua relazione che  "la commissione esaminatrice per giudizio unanime ha dichiarato l'ingegnere Angelo Scribanti eleggibile al grado di professore ordinario di Architettura navale colla coscienza di aver fatto una scelta che risulterà vantaggiosa all'insegnamento".

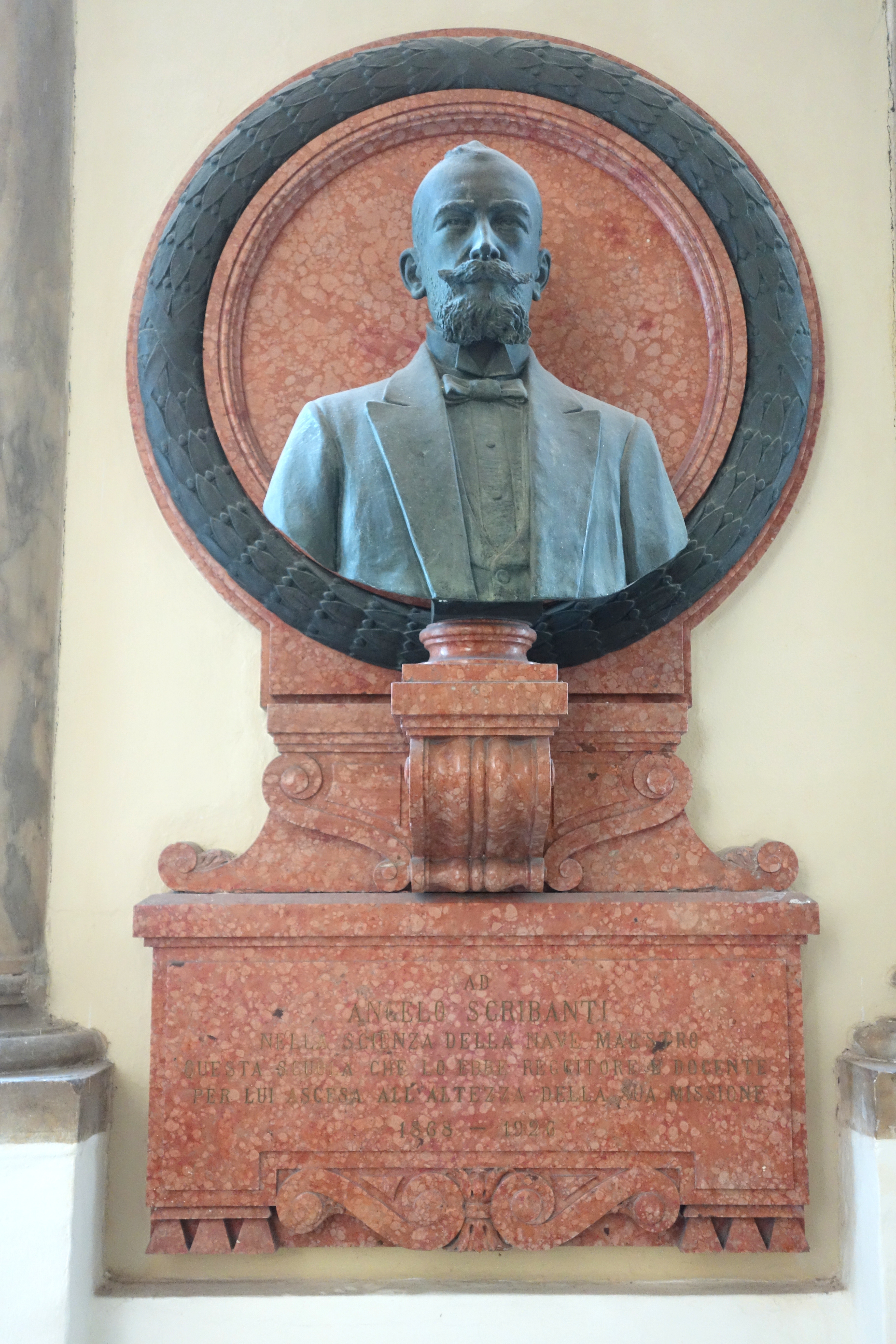
Memoriale ad Angelo Scribanti, Villa Giustiniani-Cambiaso, Genova.

Libero dagli impegni del suo ufficio al Genio navale, può dedicarsi  allo studio pubblicando, dal 1903 al 1915, una quarantina di lavori giudicati di grande chiarezza e profondità dai suoi contemporanei.
Nel 1907 diventa direttore della Regia Scuola Superiore Navale di Genova, allora in difficoltà, e la risolleva. Nel 1921, sotto la sua direzione, avviene anche  il trasferimento dalla sede originaria, situata nel Palazzo dell'Ammiragliato, in quella più prestigiosa di Villa Cambiaso dove, due anni dopo la sua morte, viene collocato un busto di bronzo in sua memoria.
Nel 1910 diventa consigliere comunale e sarà poi assessore ai lavori pubblici nell'amministrazione presieduta da Giacomo Grasso, consigliere nella Giunta Massone e assessore anziano nella giunta del sindaco Ricci.
Esperto per il Germanisher Lloyd, diventa poi ispettore del Registro Italiano Navale e, dal 1913, rappresentante generale in Italia del Bureau Veritas.
Durante la prima guerra mondiale viene richiamato nella Regia Marina.
Trova anche il tempo di occuparsi di storia navale: nel 1922 pubblica una Memoria sulle galee di Cesare Magalotti, celebre comandante della flotta pontificia in epoca moderna; nel 1924 i Frammenti di cronaca navale seicentesca. Negli ultimi mesi della sua vita si dedica alla stesura di un libro dal titolo Statica della nave trattata come una applicazione del principio del minimo lavoro che verrà pubblicato postumo nel 1928.
Muore il 27 giugno 1926 nella Villa Bo Scribanti a Sestri Levante.
Nel secondo anniversario della sua morte, il 27 giugno 1928, presso la Scuola ha luogo una cerimonia di commemorazione durante la quale viene scoperto il busto realizzato in suo onore dallo scultore De Barbieri, allora direttore dell'Accademia Ligustica di Belle Arti.  "La cerimonia si svolse in una forma intima e solenne ad un tempo e fu un giusto riconoscimento degli altissimi meriti dell’insigne Maestro.
Erano presenti la vedova, signora Bice Scribanti Ravizza, la sorella signora Virginia Scribanti vedova Bonola, il fratello Marcello Scribanti ed altri parenti. [...] Il Podestà, on. Broccardi, rese omaggio a nome di Genova all'indimenticabile amico e collega scomparso il cui nome suona venerato e caro a tutti i cantieri navali italiani; ne rievocò l'opera di amministratore della città affermando che servì sempre con amore e con passione la città la quale deve alla Sua memoria riconoscenza imperitura". Viene quindi scoperto il busto in bronzo sulla cui base marmorea è incisa l'epigrafe: "Ad Angelo Scribanti, nella scienza della nave maestro, questa scuola che lo ebbe reggitore e docente, per lui ascesa all'altezza della sua missione".
Nel 1930 viene istituito presso la Regia Scuola d'Ingegneria Navale di Genova il Premio Angelo Scribanti il cui regolamento è pubblicato nell'annuario della Scuola per l'anno accademico 1929/30. Al punto 2 di tale regolamento si legge: "L'importo annuo del Premio suddetto è costituito dal reddito della somma di L. 10000 lasciata alla Scuola dal compianto Direttore Scribanti con testamento del 2 giugno 1926 (...)". Nel 2004, nel notiziario periodico "Genuense Athenaeum" il premio "consistente in una medaglia e in un attestato viene attribuito ad un laureato in Ingegneria Navale, presso l'Università di Genova che, per le opere compiute, sia venuto in meritata fama di singolare perizia nell'esercizio della professione".
Nel 1936 il Giornale storico e letterario della Liguria ringrazia la Signora Bice Scribanti Ravizza per aver inviato alcuni appunti del defunto marito relativi ad una lettera inedita di Cavour da lui rinvenuta e così introdotta: "Nello sfogliare delle carte a me pervenute dal mio prozio materno Angelo Bo, ho avuto la fortuna di imbattermi in una lettera inedita di Camillo Cavour, oltre che in altre righe di scritto di sua mano [...]. Quando si tratta di una mente come quella del Cavour, che con tanta multiforme attività e con tanta efficacia d'impulso ha lavorato al risveglio di una nazione, anche i minori scritti e i pensieri occasionali acquistano interesse". Potremmo usare queste medesime sue parole in riferimento alla sua persona.
Ad Angelo Scribanti, Genova, città in cui prevalentemente visse ed operò, ha intitolato una via nel quartiere di San Martino, costruita alla fine degli anni cinquanta nel contesto della realizzazione del primo tratto di Corso Europa.

## Opere
(elenco parziale)
- Sull'interpretazione delle curve del varo delle navi, in Rivista marittima, 1896.
- Le paratie stagne: nuove prescrizioni del Lloyd germanico per i piroscafi, in Rivista marittima, 1898.
- Intorno alla vasca Froude: il metodo delle costanti nei suoi fondamenti, in Rivista marittima, 1899.
- Lezioni sui calcoli relativi alla robustezza longitudinale degli scafi, Genova, 1903.
- Memoria sulle galee di Cesare Magalotti, 1922.
- Studio meccanico dell'elica propulsatrice, Genova, Cioffi, 1925.
- La statica della nave, Milano, Hoepli, 1928.